# Teerisaari (ö i Finland, Kajanaland, Kehys-Kainuu, lat 65,30, long 29,47)
Teerisaari är en ö i Finland.   Den ligger i den ekonomiska regionen  Kehys-Kainuu  och landskapet Kajanaland, i den nordöstra delen av landet, 600 km norr om huvudstaden Helsingfors.